# Đường sắt khổ tiêu chuẩn

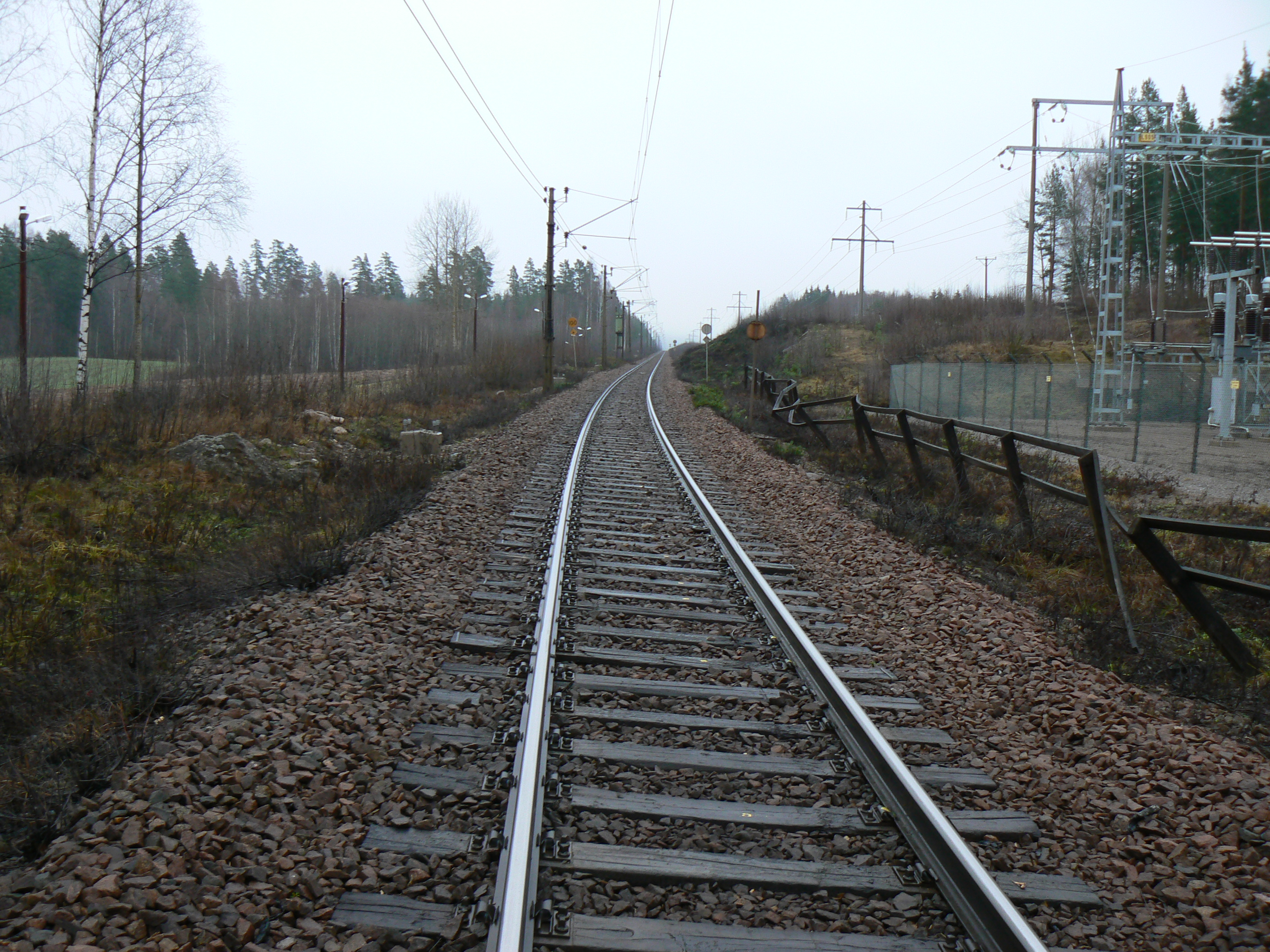
Đường sắt với khổ tiêu chuẩn

Khi ngành đường sắt thế giới phát triển và được kết nối với nhau, vấn đề đặt ra là phải có một khổ đường sắt tiêu chuẩn để các tuyến đường sắt của các nước có thể kế kết nối và tàu hỏa có thể chạy từ nước này qua nước khác mà không gặp trở ngại do kích thước đường ray gây ra. Do đó, người ta đã thống nhất áp dụng kích thước đường sắt tiêu chuẩn, hay còn gọi là "khổ đường ray Stephenson", đặt tên theo George Stephenson. Kích thước này là 1.435 mm (4 ft 8½ in), cho phép tàu hỏa các nước có thể liên thông. Hiện nay, 60% đường sắt thế giới được xây dựng theo kích thước chuẩn này. Ở Anh, khổ tiêu chuẩn ban đầu là 4 ft 8 in (1422 mm), và ở Scotland những tuyến đường sắt đầu tiên có khổ rộng 4 ft 6 in (1371 mm). Nhưng những tuyến đường ray ở hai xứ này đã sớm được mở rộng theo khổ tiêu chuẩn. Một số phần của hệ thống đường sắt của Hoa Kỳ, chủ yếu ở vùng đông-bắc đã áp dụng một tiêu chuẩn như thế vì những con tàu đầu tiên được mua từ Hoa Kỳ. Tuy nhiên, mãi đến nửa cuối thế kỷ 19 thì Anh và Hoa Kỳ đã có nhiều khổ đường khác nhau.
Khoảng 60% đường sắt trên thế giới sử dụng Khổ đường sắt tiêu chuẩn, phần lớn là ở các nước châu Âu.

## Các nước có khổ đường sắt tiêu chuẩn
| Quốc gia             | Công ty đường sắt | Ghi chú |
| -------------------- | --- | --- |
| Albania              | | 339 km (211 mi) |
| Algérie              | | 3.973 km (2.469 mi) |
| Angola               | | 80 km (50 mi)ʘ |
| Argentina            | Railroad Development Corporation - trước đây là Urquiza-banen | |
| Úc                   | New South Wales, đường sắt giữa các tiểu bang, Pilbara Railways | 1.435 mm (4 ft 8+1⁄2 in) 2.295 km (1.426 mi) |
| Austria              | Österreichische Bundesbahnen | 4.859 km (3.019 mi) The Semmering railway has UNESCO World Heritage Site status. |
| Bangladesh           | | 20,1 km (12,5 mi) |
| Bỉ                   | | 339 km (211 mi) |
| Bosna và Hercegovina | | 1.032 km (641 mi) |
| Brasil               | Estrada de Ferro do Amapá 1.440 mm; Estrada de Ferro Jarí; São Paulo Metro tuyến 4; Uruguaiana - giáp biên giới Argentina (lẫn lộn khổ 1.435 và 1.000 mm); Santana do Livramento - giáp biên giới Uruguay (lẫn lộn khổ 1.435 và 1.000 mm). | 205,5 km (127,7 mi) |
| Bulgaria             | NRIC; Balgarski darzhavni zheleznitsi (BDZ); Sofiysko metro; đường xe điện Sofia | |
| Canada               | Canadian Pacific Railway, Canadian National Railways, VIA Rail, BC Rail; SkyTrain (Vancouver), O-Train, GO Transit, Edmonton Light Rail Transit, C-Train | |
| Cuba                 | | 4.266 km (2.651 mi) |
| Đan Mạch             | | |
| Philippines          | Manila Light Rail Transit và Manila Metro Rail Transit. | |
| Pháp                 | | |
| Hy Lạp               | | |
| Hà Lan               | | |
| Hồng Kông            | MTR Corporation | |
| Iran                 | | |
| Iraq                 | | |
| Ireland              | Railway Procurement Agency | Luas ở Dublin |
| Israel               | | |
| Ý                    | | |
| Nhật Bản             | Shinkansen, Đường sắt Điện Keisei, Keikyu, Tuyến Ginza, Tuyến Marunouchi, Tuyến Toei Asakusa, Đường sắt Hankyu, Đường sắt Hanshin, Tàu Điện ngầm Thành phố Kyoto, Tàu Điện ngầm Thành phố Osaka. | |
| Trung Quốc           | National rail network | 103.144 km (64.091 mi) |
| Croatia              | Hrvatske Željeznice thiết lập từ Jugoslovenske željeznice cũ | |
| Triều Tiên           | | |
| Liban                | | |
| Libya                | đang xây dựng | |
| Litva                | | Đường sắt tới Šeštokai từ Ba Lan |
| Macedonia            | | |
| Malaysia             | RapidKL (KLJ, AMP), KLIA Ekspres | |
| Maroc                | | |
| México               | | |
| Monaco               | | |
| Montenegro           | | |
| Na Uy                | | |
| Panama               | Panama Railway | từ 2000 |
| Paraguay             | Ferrocarril Presidente Don Carlos Antonio Lopez, nay Ferrocarril de Paraguay S.A. (FEPASA) | Nay dài 36 km từ Asuncion dành cho du khách; cũng 5 km từ Encarnacion tới biên giới Argentina, chủ yếu để xuất cảng đậu nành; phần còn lại của đoạn đường dài 441 km đang chờ quyết định của giới chức thẩm quyền. Phần từ phía tây Encarnación tới bắc San Salvador và toàn bộ các đường nhánh của San Salvador-Abaí đã được gợ bỏ. |
| Peru                 | Railroad Development Corporation Ferrocarril Central Andino Callao - Lima - La Oroya - Huancayo, La Oroya - Cerro del Pasco; Ferrocarril del sur de Peru do Peru Rail Matarani sử dụng - Arequipa - Puno and Puno - Cuzco; Ilo - Moquegua-minebanen; Tacna - Arica (Chile) tuyến đường quốc tế do tỉnh Tacna điều hành; tuyến đưòng ngoại ô Lima (chạy bằng điện) | |
| Ba Lan               | | |
| România              | | |
| Nga                  | xe điện Rostov-on-Don, các đường sắt nối Kaliningrad với Ba Lan | |
| Thụy Sĩ              | | |
| Serbia               | | |
| Singapore            | MRT | |
| Slovakia             | | |
| Slovenia             | | |
| Tây Ban Nha          | AVE, tàu cao tốc từ Madrid tới Sevilla, Malaga, Barcelona, Toledo, Huesca và Valladolid; Metro de Barcelona (các tuyến L2, L3, L4, L5, L6, L7 cùng các tuyến FGC) và Metro Vallès (S1, S2, S5, S55). | Ngoài ra là đưòng sắt khổ rộng, với một số đường khổ hẹp. Đan dự trù cải sang khổ tiêu chuẩn trong năm 2020. |
| Anh quốc             | | không kể Bắc Ireland |
| Thụy Điển            | | |
| Nam Phi              | dự trù tới Gautrain | |
| Syria                | | |
| Đài Loan             | Hệ thống đường sắt đô thị Đài Bắc, Đường sắt cao tốc Đài Loan và Hệ thống giao thông nhanh Cao Hùng | 566 km (352 mi) |
| Thái Lan             | Bangkok Skytrain, Tàu điện ngầm Bangkok và Suvarnabhumi Airport Link (đang xây dựng). | 80 km (50 mi) |
| Cộng hòa Séc         | | |
| Tunisia              | mạng lưới phía bắc | |
| Thổ Nhĩ Kỳ           | | |
| Đức                  | | |
| Hungary              | | |
| Uruguay              | | |
| Hoa Kỳ               | | |
| Việt Nam             | Miền bắc Hà Nội, Đường sắt đô thị Hà Nội, Đường sắt đô thị Thành phố Hồ Chí Minh | 178 km (111 mi) |
| Ai Cập               | | |
| Áo                   | | |